# Jochen Müller (Künstler)
Jochen Müller (* 1959 in Quedlinburg) ist ein deutscher Maler und Bildhauer, dessen Werke insbesondere in der Harzregion verbreitet sind. 

## Leben und Werk

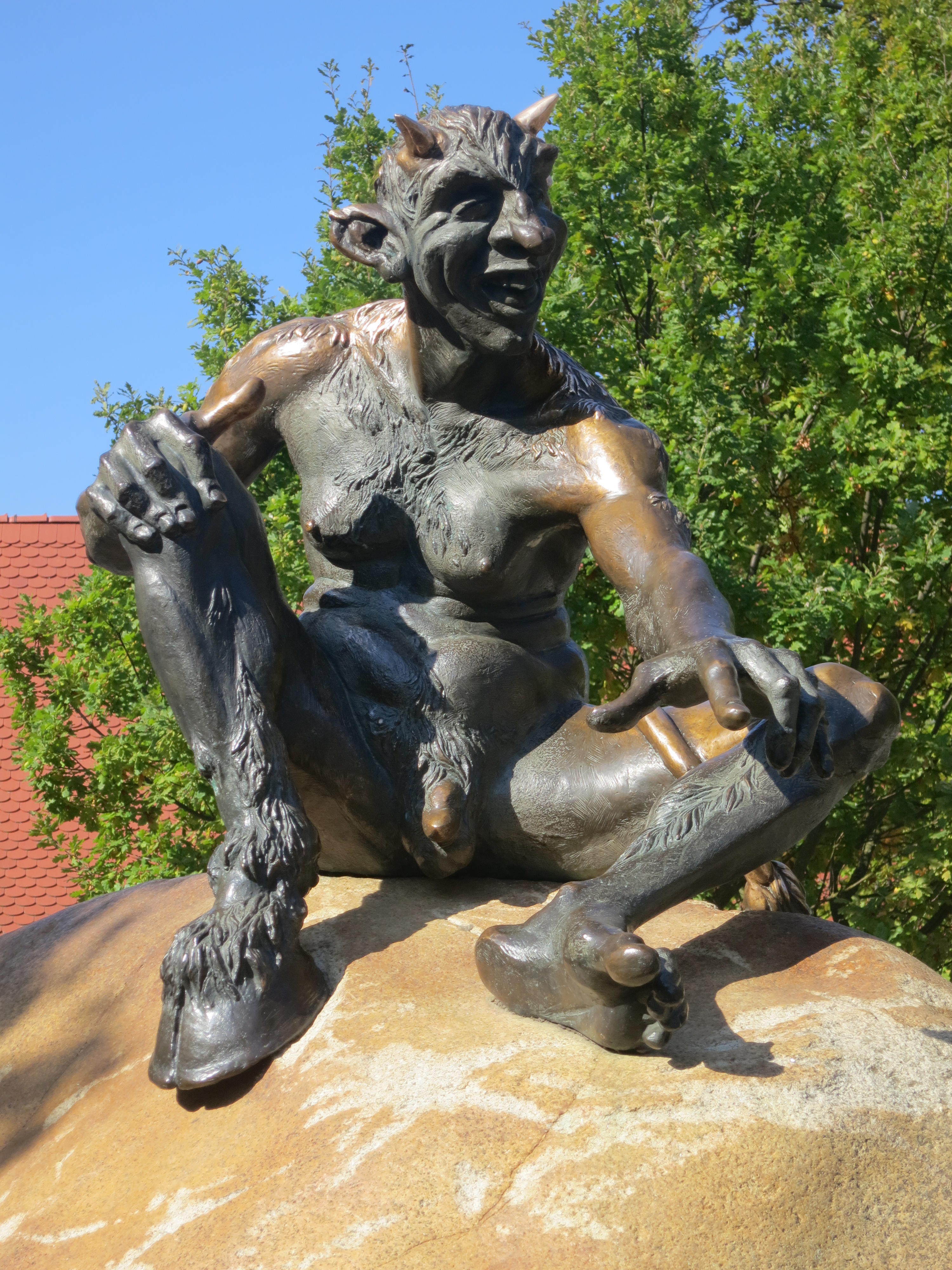
Teufel auf dem Hexentanzplatz

Nach einer Berufsausbildung mit Abitur als Mechaniker absolvierte Müller 1980/1981 ein Praktikum am Institut für Architekturemail in Thale. Von 1981 bis 1986 studierte er an der Burg Giebichenstein Kunsthochschule Halle im Bereich angewandte Kunst mit dem Schwerpunkt Metall- und Emailgestaltung, wo er 1986 sein Diplom erhielt. Anschließend folgte bis 1988 eine Aspirantur an derselben Institution. Seit 1988 arbeitet Jochen Müller freiberuflich als Künstler in seiner Heimatstadt Quedlinburg. In seinem Werk steht der Mensch im Mittelpunkt als zentrales Thema in zeichnerischer, malerischer und plastischer Umsetzung.
Besonders bekannt sind Müllers Bronzefiguren als Einzelfiguren oder Ensemble, insbesondere als Brunnen, die sich mit der Historie und Sagenwelt im Harzraum befassen.

## Werke (Auswahl)
- Figurenensemble auf dem Hexentanzplatz, Thale, 1996
- Teufelsbad, Blankenburg (Harz), 1997
- Bärenbrunnen auf dem Anhaltiner Platz, Ballenstedt, 2001
- Max und Moritz, Mechtshausen, 2001
- Thalix, Wegweiser zum Hexentanzplatz, Thale, 2003
- Jungbrunnen, Bad Harzburg, 2003
- Brunnen der Weisheit, Mythenpfad Thale, 2004
- Heinrich-Brunnen, Quedlinburg, 2007
- Rotkopf-Görg-Brunnen, Freital, 2008
- Freimaurer am Haus Zur goldenen Waage, Quedlinburg, 2010
- Bergmönch, Mythenpfad Thale, 2010
- Bergmannsbrunnen, Harzgerode, 2013
- Wildsau mit Zwerg, Treseburg, 2013
- Johann Adam Schall von Bell, Lüftelberg, 2014
- Bäuerin, Steinstraße in Quedlinburg, 2015
- Prinzessin Ilse, Ilsenburg, 2017
- Büste von Jacob Christian Schäffer, Querfurt, 2018
- Historischer Kutscher, Raben Steinfeld, 2019
- Albrecht der Bär, Ballenstedt, 2019
- Ehrung für Gottfried Kiesow, Schloss Quedlinburg, 2019
- Gedenkbüste für Friedrich Krell im Konzerthaus Liebfrauen, Wernigerode, 2021
- Figur zur Teufelskanzel-Sage (Thüringen), Gerbershausen, 2022
- Bärenbrunnen nach Otto Pilz, Chemnitz, 2023